# Marion Station (Maryland)
Marion Station é uma comunidade jurídica localizada em Somerset County (Maryland), Estados Unidos. Ele está localizado na intersecção do norte de Maryland Rota 413 e Rota 667 Maryland. 